# Fran Huck
Anthony Francis Huck (* 4. prosince 1945 v Regině) je bývalý kanadský hokejista. Hrál na postu útočníka a nastupoval za profesionální týmy v NHL i WHA. Než se ale Huck dostal do NHL nastupoval pravidelně za kanadský amatérský národní výběr . Jeho reprezentační kariéra vrcholila v roce 1968, když na Olympijských hrách pomohl Kanadě k bronzovým medailím. Během profesionální kariéry oblékal dresy týmů Montreal Canadiens, St. Louis Blues, Winnipeg Jets, Minnesota Fighting Saints, Montreal Voyageurs a Denver Spurs. V roce 1999 byl uveden do mezinárodní hokejové síně slávy.

## Amatérská kariéra
Fran Huck měl úspěšnou juniorskou kariéru v týmu Regina Pats. Získal ocenění pro nejproduktivnějšího hráče ligy a dostal se do All-stars týmu. Po juniorské kariéře ale překvapivě zvolil místo NHL kanadský národní tým. Ten tehdy vedl Otec David Bauer. Huck měl tak možnost hrát hokej a zároveň studovat vysokou školu, kde se věnoval právům. U národního týmu Kanady působil od roku 1965 do roku 1969. Získal bronzové medaile na Olympiádě v roce 1968 a Mistrovstvích světa v letech 1966 a 1967.

## Profesionální kariéra
Huck nastartoval svou profesionální kariéru v Montrealu Canadiens, který si jeho služby snažil zajistit už několik let. Nakonec nastupoval často jen na farmě a během dvou let odehrál pouhých 7 utkání v jeho dresu. Poté v rámci NHL hrál za St. Louis Blues. Zde odehrál v základní části a Stanley Cupu celkem 98 utkání a nasbíral 58 bodů. Od roku 1973 působil ve WHA, kde hrál za kluby Winnipeg Jets a Minnesota Fighting Saints.
Po konci hokejové kariéry si Huck otevřel právnickou praxi ve městě Kelowna.

## Ocenění a úspěchy
- 1964 SJHL – První All-Star Tým
- 1964 SJHL – Druhý All-Star Tým
- 1966 MS – All-Star Tým
- 1968 OH – All-Star Tým
- 1968 MS – All-Star Tým
- 1972 WHL – Druhý All-Star Tým
- 1972 WHL – Nejužitečnější hráč
- 1999 Uveden do hokejové síně slávy IIHF
- 2006 Uveden do Saskatchewanské sportovní síně slávy

## Prvenství
- Debut v NHL – 22. února 1970 (Detroit Red Wings proti Montreal Canadiens)
- První gól v NHL – 7. listopadu 1970 (Montreal Canadiens proti Buffalo Sabres, kanadskému brankáři Joe Daley)
- První asistence v NHL – 7. listopadu 1970 (Montreal Canadiens proti Buffalo Sabres)

## Klubová statistika
| Sezóna       | Klub                      | Soutěž       |     | Základní část | Základní část | Základní část | Základní část | Základní část |    | Play off | Play off | Play off | Play off | Play off |
| Sezóna       | Klub                      | Soutěž       | Z   | G             | A             | B             | TM            | Z             | G  | A        | B        | TM       |          |          |
| 1962–63      | Regina Pats               | SJHL         | 28  | 4             | 11            | 15            | 20            | 5             | 4  | 2        | 6        | 8        |          |          |
| 1963–64      | Regina Pats               | SJHL         | 62  | 86            | 67            | 153           | 104           | 19            | 22 | 18       | 40       | 60       |          |          |
| 1963–64      | Estevan Bruins            | M-Cup        | —   | —             | —             | —             | —             | 5             | 3  | 0        | 3        | 4        |          |          |
| 1963–64      | Edmonton Oil Kings        | M-Cup        | —   | —             | —             | —             | —             | 4             | 2  | 3        | 5        | 0        |          |          |
| 1964–65      | Regina Pats               | SJHL         | 56  | 77            | 59            | 136           | 36            | 12            | 10 | 13       | 23       | 18       |          |          |
| 1964–65      | Edmonton Oil Kings        | M-Cup        | —   | —             | —             | —             | —             | 10            | 15 | 10       | 25       | 4        |          |          |
| 1965–66      | Kanadská reprezentace     | Mez.         | —   | —             | —             | —             | —             | —             | —  | —        | —        | —        |          |          |
| 1966–67      | Kanadská reprezentace     | Mez.         | —   | —             | —             | —             | —             | —             | —  | —        | —        | —        |          |          |
| 1967–68      | Ottawa Nationals          | OHA Sr       | 18  | 8             | 17            | 25            | 24            | —             | —  | —        | —        | —        |          |          |
| 1968–69      | Kanadská reprezentace     | Mez.         | —   | —             | —             | —             | —             | —             | —  | —        | —        | —        |          |          |
| 1969–70      | Kanadská reprezentace     | Mez.         | —   | —             | —             | —             | —             | —             | —  | —        | —        | —        |          |          |
| 1969–70      | Montreal Canadiens        | NHL          | 2   | 0             | 0             | 0             | 0             | —             | —  | —        | —        | —        |          |          |
| 1969–70      | Montreal Voyageurs        | AHL          | 2   | 1             | 2             | 3             | 0             | —             | —  | —        | —        | —        |          |          |
| 1970–71      | Montreal Canadiens        | NHL          | 5   | 1             | 2             | 3             | 0             | —             | —  | —        | —        | —        |          |          |
| 1970–71      | Montreal Voyageurs        | AHL          | 31  | 12            | 17            | 29            | 18            | —             | —  | —        | —        | —        |          |          |
| 1970–71      | St. Louis Blues           | NHL          | 29  | 7             | 8             | 15            | 18            | 6             | 1  | 2        | 3        | 2        |          |          |
| 1971–72      | Denver Spurs              | WHL          | 72  | 28            | 63            | 91            | 83            | 9             | 9  | 4        | 13       | 16       |          |          |
| 1972–73      | St. Louis Blues           | NHL          | 58  | 16            | 20            | 36            | 20            | 5             | 2  | 2        | 4        | 0        |          |          |
| 1973–74      | Winnipeg Jets             | WHA          | 74  | 26            | 48            | 74            | 68            | 4             | 0  | 0        | 0        | 2        |          |          |
| 1974–75      | Minnesota Fighting Saints | WHA          | 78  | 22            | 45            | 67            | 26            | 12            | 3  | 13       | 16       | 6        |          |          |
| 1975–76      | Minnesota Fighting Saints | WHA          | 59  | 17            | 32            | 49            | 27            | —             | —  | —        | —        | —        |          |          |
| 1976–77      | Zürcher SC                | NLB          | —   | —             | —             | —             | —             | —             | —  | —        | —        | —        |          |          |
| 1976–77      | Winnipeg Jets             | WHA          | 12  | 2             | 2             | 4             | 10            | 7             | 0  | 2        | 2        | 6        |          |          |
| 1977–78      | Winnipeg Jets             | WHA          | 5   | 0             | 0             | 0             | 2             | —             | —  | —        | —        | —        |          |          |
| Celkem v WHA | Celkem v WHA              | Celkem v WHA | 228 | 67            | 127           | 194           | 133           | 23            | 3  | 15       | 18       | 4        |          |          |
| Celkem v NHL | Celkem v NHL              | Celkem v NHL | 94  | 24            | 30            | 54            | 38            | 11            | 3  | 4        | 7        | 2        |          |          |

## Reprezentace
| Rok                       | Tým                       | Soutěž                    | Z  | G  | A  | B  | TM |
| ------------------------- | ------------------------- | ------------------------- | -- | -- | -- | -- | -- |
| 1966                      | Kanada                    | MS                        | 7  | 4  | 4  | 8  | 8  |
| 1967                      | Kanada                    | MS                        | 7  | 5  | 6  | 11 | 6  |
| 1968                      | Kanada                    | OH                        | 7  | 4  | 5  | 9  | 10 |
| 1969                      | Kanada                    | MS                        | 10 | 3  | 2  | 5  | 12 |
| Seniorská kariéra celkově | Seniorská kariéra celkově | Seniorská kariéra celkově | 31 | 16 | 17 | 33 | 36 |